# Péc nemzetség
A Pécz nemzetség a 13. században felemelkedő nemesi nemzetség volt. Címere alapján nem honfoglaló, hanem később, talán II. András idején betelepülő nyugati lovagoktól származott, akik Győr vármegye déli részén kaptak birtokot. A nemzetség fő ága a Pécz körül birtokos Péci család volt.

## Története
A Pécz nemzetséget először 1240-ben említi oklevél, amikor Pécz nembeli Márk, Mátyás és Domonkos ellenében Kajár földjeit IV. Béla király a Szent Mauríciusz Monostornak ítélte, Szent László okleveleire hivatkozva.
Győr megyében megtelepedett nemzetség később hat ágra bomlott: Ágait a belőlük származott főbb családok szerint: Marczali-,  Péczy-, Ludbrégi-, Apponyi-, Nevnai és  Ibrányi-ágaknak nevezik.

## Péczy ág
A Pécz nemzetség ősi birtokai Győr vármegye déli részén, Kajárpéc és Felpéc határában feküdtek. A nemzetség ágai később ezekhez még Zala, Somogy, Veszprém, Kőrös, Zágráb, Nyitra és Szabolcs vármegyék területén szereztek birtokokat.

## Ludbrégi ág
A Dráva menti ludbregi ágból. származott  a nemzetség nevezetes tagjának számító Pécz nembeli Dénes nádor is. Dénes a kiterjedt Péc nemzetség zalai ágából származott és a Dunántúl több megyéjében is nagy kiterjedésű birtokokkal rendelkezett. Dénes 1223 és 1228 között született, valószínűleg 1243 és 1244 között a Zala vármegye ispánjaként szolgáló Péc nembeli György három fiának egyikeként. Testvérei voltak Serfesd és Péter, akiket lakhelyük (Névna és Ludbreg) után „névnai” és „ludbregi” előnévvel neveztek. Dénesnek számos befolyásos rokona volt, köztük unokatestvérei, Gergely és Apor is. Ismeretlen nevű feleségétől két gyermeke született: János fia 1295-ben Morosini Tomasina királynő bizalmasaként Veszprém megyei ispán volt, ismeretlen nevű lánya pedig a Hahót nemzetségbeli István (fl. 1272–1296), varasdi ispánhoz ment férjhez, akik egyetlen fiuk, Hahót nembeli Lendvai Miklós révén a nagyhatalmú nemesi alsólendvai Bánffy család ősei lettek.

## Marczali ág
A Győr megyei ágon kívül a nemzetség Somogyba betelepült ága a Marczaliak. Ezen ág egyenes őse Gergely volt az aki 1390 körül szerezhette meg a Marczali uradalmat, melynek birtoklásakor Joachim nevű fiát már Marczalinak nevezték.
Ez ág szerezte meg később Lábod, Kőröshegy, Segesd, Somogyvár, Babócsa, Zákány és Pata birtokokat. Vagyonuk része volt még Tótszentgyörgy és szűkebb környéke is.
A Marczali ágból ismertek még:
- Marczali Dénes, aki Babólcsai Miklós örökös nélkül elhalt László nevű fiának babocsai birtokát nyerte adományul, majd a Marczali család ugyancsak itt Babócsán rendezte be birtokközpontját is.
- Marczali György  1439-ben Albert király asztalnokmestere volt.

## Ibrányi ág
- E nemzetség Szabolcs megyei ágából származott a kihalt Ibrányi család is. A leányági leszármazók, a fiúsított Vayak voltak, akik 1507-ben II. Ulászló királytól új címert nyertek.
- A nemzetségből eredt a Bikalon is birtokos nevnai Treutel család.[3]

## Pécz nemzetségbeli Dénes
Nevét először 1256 szeptember 22-én mint Béla király országbirája s Zalamegye főispánjaként említették. 1268-ban Béla herceg udvarbirája és Zalamegye főispánja, 1272 augusztus 3-án újra országbiró és egyúttal Varasd megye főispánja is volt, majd 1275 január 29-én ismét országbiróként és Zalamegye főispánjaként volt említve, majd 1277 november 18-ikán csak országbiró, utoljára — miután közben többször nádor is volt — 1284-ben mint cimzetes bán és sárosi főispánként tettek róla említést. A következő 1285-ös évben pedig róla már mint néhairól szólnak. Ezek szerint halála valamikor 1284 és 1285 között következhetett be.
E Dénes országbirónak és nádornak János nevű fiáról 1292-ből maradt fenn adat, aki ekkor a zala megyei Tolmács, Kozár és Szetektáján volt birtokos, de fiú utód nem maradt utána.